# Masad Kassis
Masad Kassis (hebr.: מסעד קסיס, arab. مسعد قسيس, ang.: Masaad Kassis, ur. 1 listopada 1918 w Mi’ilji, zm. 25 grudnia 1989) – izraelski polityk pochodzenia arabskiego, w latach 1951–1959 poseł do Knesetu z Demokratycznej Listy Izraelskich Arabów.
W wyborach parlamentarnych w 1951 po raz pierwszy dostał się do izraelskiego parlamentu. Zasiadał w Knesetach II i III, kadencji.